# Collegio di Whitehaven and Workington
Whitehaven and Workington è un collegio elettorale situato in Cumbria, nel Nord Ovest dell'Inghilterra, e rappresentato alla Camera dei Comuni del Parlamento del Regno Unito. Elegge un membro del Parlamento con il sistema first-past-the-post, ossia maggioritario a turno unico; l'attuale parlamentare è Josh MacAlister del Partito Laburista, che rappresenta il collegio dal 2024.

## Estensione
Il collegio è costituito dai seguenti ward del Cumberland: Bransty, Cleator Moor East and Frizington, Cleator Moor West, Cockermouth South, Egremont, Egremont North and St Bees, Gosforth, Harrington, Hillcrest and Hensingham, Howgate, Kells and Sandwith, Maryport South, Millom Without, Mirehouse, Moss Bay and Moorclose, St John's and Great Clifton,  St Michael's e Seaton.

## Membri del parlamento
| Elezione | Elezione | Deputato        | Partito   |
| -------- | -------- | --------------- | --------- |
|          | 2024     | Josh MacAlister | Laburista |

## Risultati elettorali

### Elezioni negli anni 2020
| Partito                    | Partito                                      | Candidato                  | Risultati 4 luglio 2024 | Risultati 4 luglio 2024 |
| Partito                    | Partito                                      | Candidato                  | Voti                    | %                       |
| -------------------------- | -------------------------------------------- | -------------------------- | ----------------------- | ----------------------- |
|                            | Laburista                                    | Josh MacAlister            | 22 173                  | 52,90                   |
|                            | Reform UK                                    | David Surtees              | 8 887                   | 21,20                   |
|                            | Conservatore                                 | Andrew Johnson             | 8 455                   | 20,17                   |
|                            | Verde                                        | Jill Perry                 | 1 207                   | 2,88                    |
|                            | Lib Dem                                      | Chris Wills                | 1 189                   | 2,84                    |
|                            |                                              |                            |                         |                         |
| Iscritti                   | Iscritti                                     | Iscritti                   | 73 198                  | 100,00                  |
| ↳ Votanti (% su iscritti)  | ↳ Votanti (% su iscritti)                    | ↳ Votanti (% su iscritti)  | 41 911                  | 57,26                   |
| ↳ Astenuti (% su iscritti) | ↳ Astenuti (% su iscritti)                   | ↳ Astenuti (% su iscritti) | 31 287                  | 42,74                   |
|                            |                                              |                            |                         |                         |
|                            | Esito: collegio a Laburista (nuovo collegio) |                            |                         |                         |